# Aburia olivacea
Aburia olivacea är en insektsart som först beskrevs av Blanchard och Brullt 1846.  Aburia olivacea ingår i släktet Aburia och familjen lyktstritar. Inga underarter finns listade i Catalogue of Life.